# Sverre Strandli
Sverre Strandli (30. září 1925, Brandval, Hedmark – 4. března 1985, Kongsvinger) byl norský atlet, jehož specializací byl hod kladivem.

## Kariéra
V roce 1950 na čtvrtém ročníku evropského šampionátu v Bruselu vybojoval výkonem 55,71 m titul mistra Evropy. Bronzovou medaili zde mj. vybojoval československý kladivář Jiří Dadák. O dva roky později poprvé reprezentoval na letních olympijských hrách v Helsinkách, kde obsadil ve finále 7. místo. 14. září 1952 v Oslo vytvořil výkonem 61,25 m nový světový rekord. Předchozí rekord Maďara Józsefa Csermáka vylepšil o necelý metr. Vlastní světový rekord Strandli vylepšil 5. září 1953 opět v norské metropoli, když poslal kladivo do vzdálenosti 62,36 m.
Na Mistrovství Evropy v atletice 1954 ve švýcarském Bernu vybojoval výkonem 61,07 m stříbrnou medaili. Titul mistra Evropy získal v novém světovém rekordu 63,34 m Michail Krivonosov ze Sovětského svazu. V roce 1956 na olympiádě v Melbourne obsadil 8. místo, když jeho nejdelší pokus měřil 59,21 m. Na letních olympijských hrách 1960 v Římě skončil jedenáctý (63,05 m). Jeho posledním velkým šampionátem byla účast na Mistrovství Evropy v atletice 1962 v Bělehradu, kde neprošel kvalifikací.